# Renzo Zorzi (pilota automobilistico)
Renzo Zorzi (Ziano di Fiemme, 12 dicembre 1946 – Magenta, 15 maggio 2015) è stato un pilota automobilistico italiano.

## Carriera
Inizia a correre nel 1972 in Formula 3 con una Tecno della Scuderia Mirabella. Passa l'anno successivo con la Scuderia Quasar&Branca che dispone di una Brabham e poi nel 1975 sviluppa il progetto della Lancia per la Formula 3 vincendo anche il Gran Premio di Monaco di Formula 3, gara di contorno del Gran Premio di Montecarlo di Formula 1. Viene ingaggiato dalla Frank Williams Racing Cars per il Gran Premio d'Italia che conclude al quattordicesimo posto dopo essere partito ventiduesimo.
Nel 1976 corre solo il Gran Premio inaugurale, quello del Brasile con la Williams giungendo nono. Il resto della stagione lo dedicherà alla Formula 3 con il team Modus.
Grazie all'appoggio dello sponsor Franco Ambrosio nella stagione 1977 ottiene l'ingaggio con la Shadow. Correrà 5 Gran Premi, ottenendo un punto in Brasile. Nel GP del Sudafrica di quella stagione, il suo ritiro innesca una tragica sequenza di eventi che portarono alla morte di un commissario di gara e del suo compagno di scuderia, Tom Pryce.
Dedicatosi poi alle Vetture Sport conquisterà nel 1979 la 1000 km di Monza con Marco Capoferri e correrà anche nella Formula Aurora. Ha corso anche la 1000 km di Monza e la 1000 km del Mugello, nel 1985, insieme ad Oscar Larrauri e Massimo Sigala, a bordo di una Porsche 956.
Dopo il ritiro è diventato titolare di una scuola di pilotaggio presso l'autodromo di Binetto (BA). Zorzi è morto il 15 maggio 2015 all'età di 68 anni, presso l'ospedale Fornaroli di Magenta, dopo una lunga malattia. La salma è stata sepolta nel cimitero di Ziano di Fiemme, suo paese natale.

## Risultati in F1
| 1975 | Scuderia | Vettura |  |  |  |  |  |  |  |  |  |  |  |  |    |  |  |  |  | Punti | Pos. |
| ---- | -------- | ------- |  |  |  |  |  |  |  |  |  |  |  |  | -- |  |  |  |  | ----- | ---- |
| 1975 | FWRC     | FW      |  |  |  |  |  |  |  |  |  |  |  |  | 14 |  |  |  |  | 0     |      |

| 1976 | Scuderia           | Vettura |   |  |  |  |  |  |  |  |  |  |  |  |  |  |  |  |  | Punti | Pos. |
| ---- | ------------------ | ------- | - |  |  |  |  |  |  |  |  |  |  |  |  |  |  |  |  | ----- | ---- |
| 1976 | Walter Wolf Racing | FW04    | 9 |  |  |  |  |  |  |  |  |  |  |  |  |  |  |  |  | 0     |      |

| 1977 | Scuderia | Vettura    |     |   |     |     |     |  |  |  |  |  |  |  |  |  |  |  |  | Punti | Pos. |
| ---- | -------- | ---------- | --- | - | --- | --- | --- |  |  |  |  |  |  |  |  |  |  |  |  | ----- | ---- |
| 1977 | Shadow   | DN5B / DN8 | Rit | 6 | Rit | Rit | Rit |  |  |  |  |  |  |  |  |  |  |  |  | 1     | 19º  |

| Legenda | 1º posto     | 2º posto | 3º posto    | A punti         | Senza punti/Non class.  | Grassetto – Pole position Corsivo – Giro più veloce |
| Legenda | Squalificato | Ritirato | Non partito | Non qualificato | Solo prove/Terzo pilota | Grassetto – Pole position Corsivo – Giro più veloce |